# فرنسيس منساه
فرنسيس منساه (بالإنجليزية: Francis Mensah)‏ (17 يناير 1988 في غانا - ) هو لاعب كرة قدم غاني في مركز الوسط. لعب مع أسيك أبيدجان وأكاديمية غرب إفريقيا لكرة القدم.

## وصلات خارجية
- فرنسيس منساه على موقع قاعدة بيانات كرة القدم.إي يو (الإنجليزية)